# 회색 도시 (영화)
《회색 도시》(영어: Less Than Zero)는 미국에서 제작된 매렉 커니예프스카 감독의 1987년 드라마 영화이다. 브렛 이스턴 엘리스가 쓴 동명 소설에 바탕하였다. 앤드루 매카시, 제이미 거츠, 로버트 다우니 주니어, 제임스 스페이더 등이 출연하였고, 존 애브넷 등이 제작에 참여하였다.

## 줄거리
서해안 로스앤젤레스 상류층 자제이며 동해안에 위치한 한 대학교 신입생인 모범생 클레이는 성탄절을 맞아 집으로 돌아와 아끼던 친구들이 망가져있는 현실을 목도한다.
클레이는 고등학교 시절 교제했던 모델 블레어가 코카인에 중독됐으며 고등학교 시절 절친인 줄리언과 성관계를 갖고 있다는 사실을 알게 된다. 줄리언은 신생 음반사를 차렸다가 회사가 망하면서 약물 중독이 되었으며, 약을 마련하려고 돈까지 훔치는 바람에 집에서 절연을 당하여 노숙자로 전락하였다. 현재 줄리언은 옛 동창이며 마약상인 립에게 50,000 달러를 빚져 상환 독촉에 시달리고 있다.
클레이가 블레어와 다시 가까워지는 가운데 줄리언은 중독이 점점 심각해지고 변덕스런 행동을 일삼는다. 립은 줄리언에게 몸을 팔아 빚을 갚으라고 종용한다. 심각한 과다복용 부작용을 경험하고 립을 피해다니는 삶에 질린 줄리언은 약을 끊기로 결심하고 아버지를 찾아가 도와달라고 빈다. 부자는 포옹한 채 오열한다.
그러나 립은 줄리언을 부유한 게이들이 모인 팜스프링스 파티로 유인하여 약을 미끼로 줄리언을 구슬린다. 이 사실을 알게 된 클레이가 난입하여 한 게이에게 몸을 내주기 직전이었던 줄리언을 구출한다. 클레이, 블레어는 함께 립의 심복들과 몸싸움을 벌이며 대치한 끝에 줄리언을 차에 태우고 도주하고, 줄리언이 마약을 끊는 걸 도와주기 위해 약을 구할 수 없는 사막을 달려나간다. 그러나 다음날 줄리언은 심부전으로 차 안에서 사망한다.
줄리언의 장례식에서 클레이와 블레어는 과거를 추억한다. 클레이는 블레어에게 자신이 대학으로 돌아갈 때 함께 할 것을 제안하고 블레어는 이에 응한다.

## 출연
- 앤드루 매카시 - 클레이 이스턴 역
- 제이미 거츠 - 블레어 역
- 로버트 다우니 주니어 - 줄리언 웰스 역
- 제임스 스페이더 - 립 역
- 니컬러스 프라이어 - 벤저민 웰스 역
- 토니 빌 - 브래드퍼드 이스턴 역
- 도나 미첼 - 일레인 이스턴 역
- 마이클 보언 - 홉/빌 역
- 세라 벅스턴 - 마키 역
- 제인 모딘 - 신디 역
- 리샌 포크 - 패티 역
- 니스 헌터 - 얼래나 역
- 마이클 그린 - 로버트 웰스 역
- 에프턴 스미스 - 킴 역
- 브라이언 위머 - 트렌트 역
- 켈리 울프 - 라일 역

## 기타 제작진
- 배역: 데이비드 루빈
- 미술: 바버라 링
- 의상: 리처드 호닝
- 음악 감독: 릭 루빈

## 속편 가능성
2009년 속편 소설 "Imperial Bedrooms"(2010)를 출간하기 직전 작가 브렛 이스턴 엘리스는 속편 영화가 제작된다면 앤드루 매카시, 제이미 거츠 등 기존 배우들이 그대로 나오길 희망한다고 밝혔다.